# アラサラウス
アラサラウスまたはアラサルシは、アイヌに伝わる妖怪。

## 概要
名称の「アラ」は「一つ」、「サラ」は「尻尾」、「ウス」は「生えている」を意味する。体毛がまったくなく、1本の尾を持った巨体の悪獣といわれる。山の崖の穴に住むクマのような猛悪な動物で、自在に変身し、人間を捕えて食らうともいう。

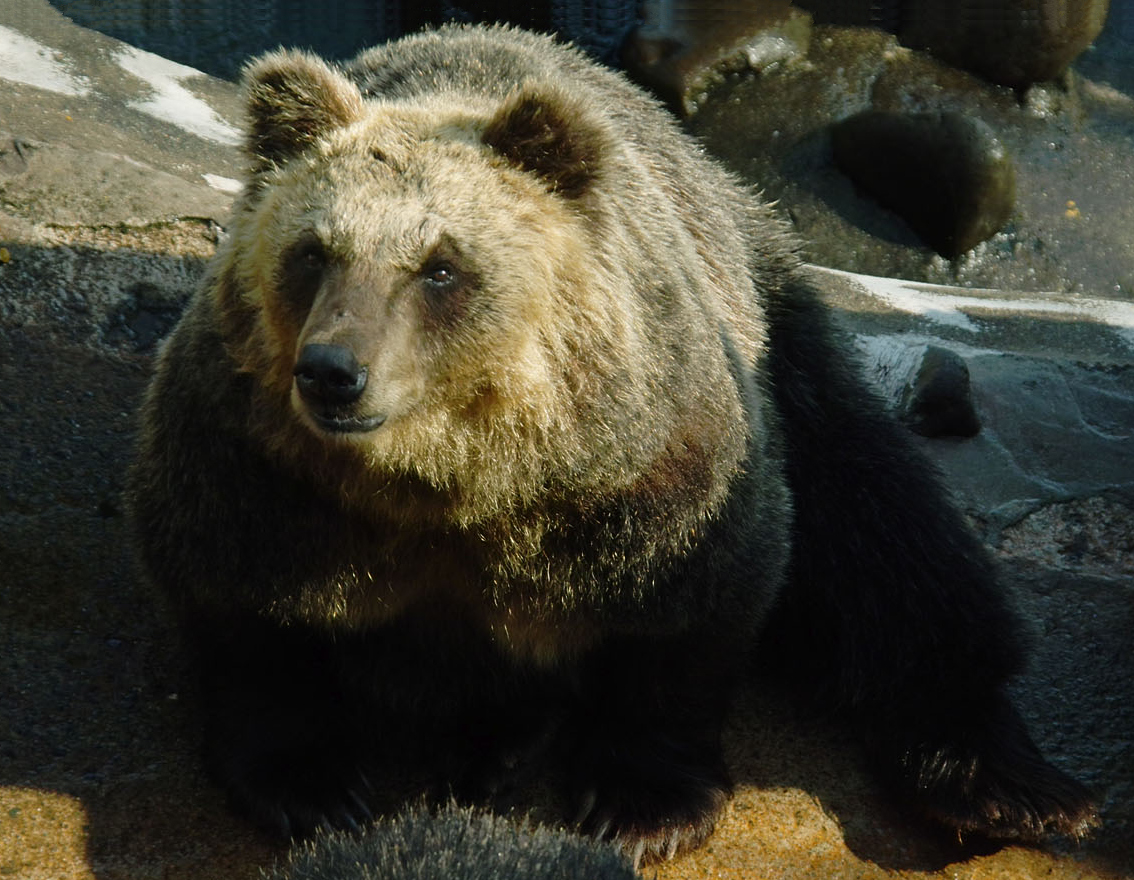
ヒグマ

また、クマを性質によって良いクマと悪いクマに分け、悪いクマの中でも赤毛で尾の長いヒグマをアラサルシと呼ぶこともある。クマはアイヌにとって重要な獣であり、イオマンテの対象でもあるが、アイヌが大事にしている馬を殺したり、アイヌに対して理不尽なことを行ったクマは、化け物としてアラサルシと呼ばれ、猟の対象になったともいう。イオマンテにおいてはクマの魂はカムイとして天へ帰るとされるが、悪いクマは天に戻らず、地下にあるテイネポクナモシリという陰湿で決して戻ることのできない場所へ落ちるのだという。
ウエペケレに登場するサルのことをアラサルシと呼ぶともいい、アイヌ社会における手余され者、乱暴者、鼻つまみ者のこともアラサルシという。

## 類話
アイヌでは「イワサラウス」といって、大きな体に毛が全くなく、6本の尾がある妖怪の伝承もあるが、これもアラサラウスと同じくクマの化け物だとする見方もある。